# Tabuleiro da Baiana
O Tabuleiro da Baiana, como popularmente era conhecido o terminal de transporte urbano da Av. Almirante Barroso, inaugurado em 1937 como parte do plano de reurbanização do Largo da Lapa implementado durante a gestão de Henrique Dodsworth, interventor federal da Cidade do Rio de Janeiro (1937-1945).
A enorme estrutura retangular de concreto armado foi popularmente apelidada de Tabuleiro da Baiana, por causa do seu formato tabuliforme que lembrava as mesinhas utilizadas pelas baianas para venderem os seus quitutes.
Localizado no trecho entre a Av. Treze de Maio e a Rua Senador Dantas, a cobertura serviu de ponto final para as linhas de bondes procedentes da Zona Sul da cidade. Em meados da década de 1960, com a decadência do serviço de carris, passou a ser utilizado como terminal rodoviário de ônibus.
O Tabuleiro da Baiana não resistiu à modernidade. Foi demolido durante a nova urbanização implementada no centro da cidade na década de 1970.